# Веретрагна
Веретрагна (авест.), Вараш (ір.), Вархан (пехл.), Бахрам (фарсі), в іранській міфології бог війни та перемоги, «той, що руйнує перешкоди».

## Опис
Образ Веретрагни належить до епохи індоіранської спільності, його ім'я відповідає епітету громовержця Індри у ведійській міфології — Вритрахану, вбивці Вритри (змія-демона у давньоіндійській міфології). У 14 розділі «Яштів» (частині тексту Авести) розповідається про перетворення Веретрагни: у вітер, бика, коня, верблюда, дикого кабана, шуліку (або сокола), барана, козла і, нарешті, у чудового воїна. Веретрагна дарує Заратуштрі чоловічу силу, міцні руки, потужне тіло та гострий зір. У образі сокола Варгана — інкарнації Веретрагни — зображувався у Авесті фарн, символ царської влади.